# 新城區 (塔克納省)
17°59′01″S 70°14′08″W / 17.9837°S 70.2356°W
新城區（西班牙語：Distrito de Ciudad Nueva），是秘魯的一個區，位於該國南部塔克納大區的塔克納省，始建於1992年11月16日，面積173.4平方公里，海拔高度650米，2005年人口35,067，人口密度每平方公里200人。